# 弗里多尼亚 (亚利桑那州)
弗里多尼亚（英文：Fredonia），是美国亚利桑那州科科尼诺县下属的一座城鎮。面积约为7.32平方英里（约合19平方公里）。根据2010年美国人口普查，该市有人口1,314人，人口密度为179.4/平方英里。在建制上，该市属于“Town”。